# Asplenium staudtii
Asplenium staudtii är en svartbräkenväxtart som beskrevs av Georg Hans Emmo Wolfgang Hieronymus. Asplenium staudtii ingår i släktet Asplenium och familjen Aspleniaceae. Inga underarter finns listade.